# Kanczyl srebrnogrzbiety
Kanczyl srebrnogrzbiety (Tragulus versicolor) – gatunek endemicznego ssaka z rodziny kanczylowatych (Tragulidae), występujący w Wietnamie. Według IUCN dane są niewystarczające do określenia statusu zagrożenia.

## Zasięg występowania
Kanczyl srebrnogrzbiety występuje w naturze w Wietnamie: okaz typowy pochodził z okolic miasta Nha Trang, okaz z 1990 roku został zabity przez myśliwych w pobliżu rzeki Tra (dopływ rzeki Ba) wokół Dak Rong i Buon Luoi, około 20 km na północ od Kan Nack (prowincja Gia Lai), natomiast obserwacja z 2019 roku miała miejsce w Prowincji Khánh Hòa. Rzeczywisty zasięg tego gatunku jest nieznany, ponieważ wiedza o nim jest bardzo niewielka. Być może występuje również w sąsiadującymi z Wietnamem Kambodży i Laosie.

## Taksonomia
Gatunek po raz pierwszy naukowo opisał w 1910 roku brytyjski zoolog Oldfield Thomas. Jako miejsce typowe odłowu holotypu Thomas wskazał „Nhatrang, Annam” w Wietnamie. Holotypem był młody samiec z kolekcji dr. J. Vassala.
Dawniej uważano T. versicolor za gatunek konspecyficzny z T. napu, jednak badania Meijaarda i Grovesa z 2004 roku wykazały, że takson ten pod względem morfologicznym różni się wyraźnie od T. napu i razem tworzą grupę dobrze odróżniającą się od wszystkich innych gatunków z rodzaju Tragulus.

### Etymologia
- Tragulus: „koziołek”, łacińskie zdrobnienie od greckiego słowa τράγος tragos „kozioł”[9][10].
- versicolor: łac. versicolor „zmiennobarwny”, od vertere „zmieniać”; color „kolor”[11][12].

## Morfologia
Długość ciała 40 cm, długość ogona 5 cm, długość tylnej stopy 11 cm, długość ucha 3,5 cm; masa ciała 1,7 kg (wszystkie pomiary pochodzą od jednego okazu). Górne części T. versicolor mają charakterystyczny wygląd czapraka lub derki. Sierść na grzbiecie jest jednolicie szaro-srebrna i stosunkowo gęsta; końcówki włosów są wyraźnie białe. Obszar szyi i ramion, który ma dość jednolity kolor, jest wyraźnie oddzielony od grzbietu posiadając bardziej brązowawe i mniej gęste futro. Boki szyi mają nieco inny wzór struktury sierści. Futro na szyi wydaje się mieć szorstki, mniej kolczasty wygląd w porównaniu do spokrewnionego T. kanchil. Te szorstkie włosy były jedną z cech użytych podczas opisywania gatunku przez Thomasa. T. versicolor nie posiada ciemnych linii ciągnących się od oka do nosa. Biały obszar dolnej części ciała u T. versicolor przebiega nieprzerwanie od podbródka w kierunku pachwiny i nie jest przerwany poprzecznym, brązowawym kołnierzem pod gardłem, w przeciwieństwie do większości gatunków z rodzaju Tragulus. Ponadto, po bokach i pośrodku brzucha nie ma ciemniejszych oznaczeń, które są charakterystyczne dla T. kanchil w Wietnamie. Czaszka T. versicolor jest znacznie mniejsza niż u wszystkich innych gatunków z rodzaju Tragulus, ale jest stosunkowo szeroka, z szerokimi wybrzuszeniami i bardzo długim nosem. W porównaniu do T. napu i T kanchil duże puszki słuchowe są znacznie bardziej zaokrąglone i napompowane. Wzór zębowy: I {\displaystyle {\tfrac {0}{3}}} C {\displaystyle {\tfrac {1}{1}}} P {\displaystyle {\tfrac {3}{3}}} M {\displaystyle {\tfrac {3}{3}}} (x2) = 34.

## Ekologia
Nic nie wiadomo na temat siedlisk, rozrodu, aktywności oraz organizacji społecznych T. versicolor. Okaz z 1990 roku został upolowany na wysokości 500 m n.p.m..

## Status zagrożenia i ochrona
W Czerwonej księdze gatunków zagrożonych Międzynarodowej Unii Ochrony Przyrody i Jej Zasobów został zaliczony do kategorii DD (ang. data deficient „niedostatecznie rozpoznany”). Po 1990 roku uważany za gatunek wymarły, zaobserwowany ponownie w listopadzie 2019 roku. Zagrożony wyginięciem z powodu wycinki lasów tropikalnych i przez szybki rozwój wietnamskiego przemysłu.